# Oidentifierat flygande föremål

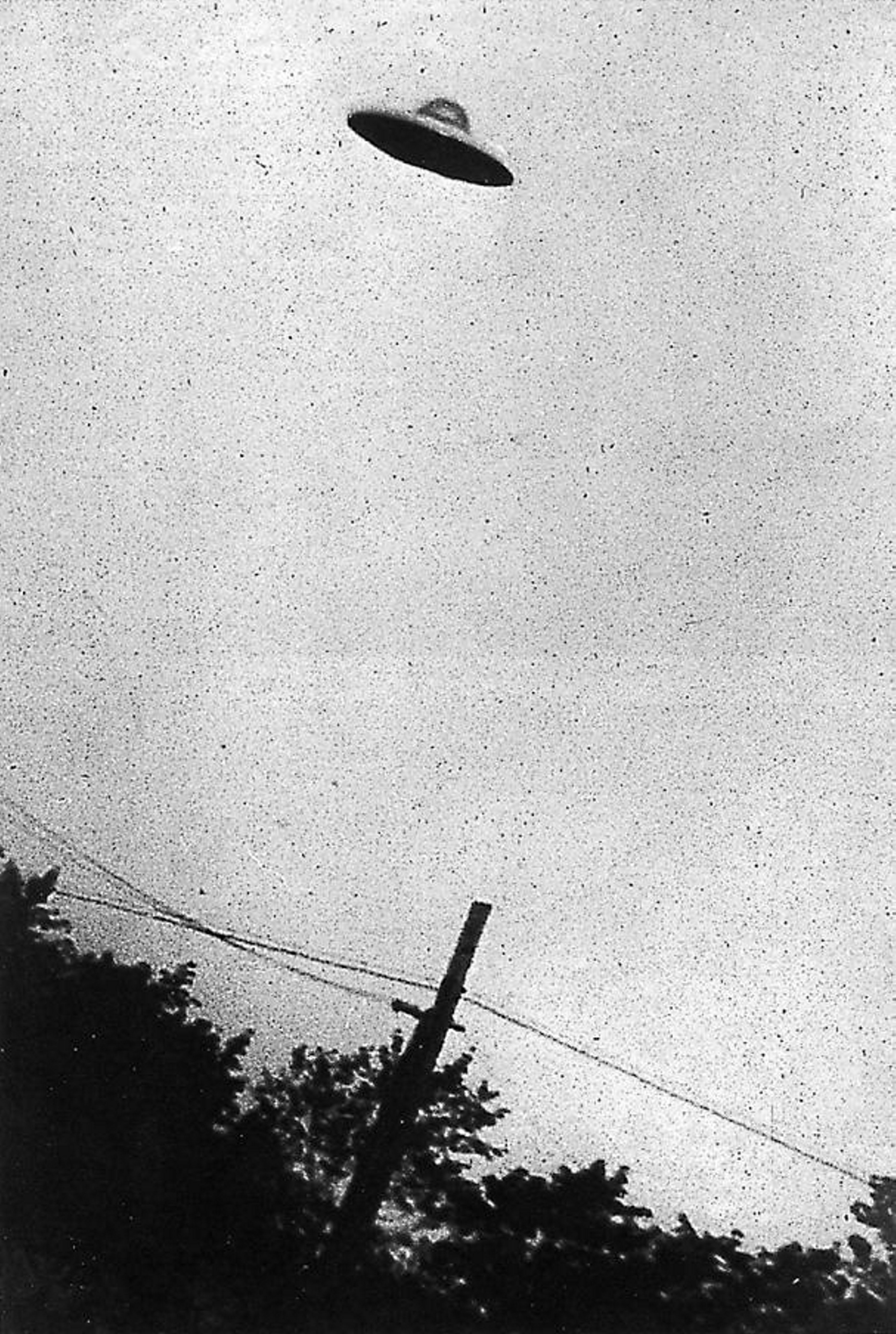
En bild som påstås föreställa ett oidentifierat flygande föremål (UFO). Bild tagen 1952 i New Jersey.

Oidentifierat flygande föremål (OFF), Oidentifierat flygande objekt (OFO), eller engelska Unidentified flying object (UFO), Unidentified aerial phenomenon (UAP), är olika varianter av ett begrepp som infördes av det amerikanska flygvapnet i början av 1950-talet för att beskriva iakttagelser av diverse oförklarliga visuella objekt eller fenomen i jordens atmosfär. Det vetenskapliga studiet av sådana iakttagelser kallas ufologi (efter engelska UFO).
Försvarsmakten insamlade, undersökte och följde upp ufo-observationer centralt från mitten av 1940-talet. I mitten av 1970-talet överfördes denna funktion till dåvarande FOA numera FOI (Totalförsvarets Forskningsinstitut). FOI har en "ufo-handläggare" som mottar och bearbetar inkomna observationsrapporter i nära samarbete med UFO-Sverige. Under kodnamnet Project Blue Book utförde USA:s flygvapen studier av UFO-observationer 1947 till 1969.

## Vad är ufon?
Formellt är ett ufo vilket flygande föremål som helst som inte har kunnat identifieras. Många flygande föremål är därför ufon en period, innan de kan identifieras. Enligt en rapport som amerikanska flygvapnet har publicerat har de ufon man har undersökt visat sig vara:
- astronomiska fenomen: 27,6 %
- luftfarkoster: 23,7 %
- satelliter: 17,1 %
- påhitt, fantasier: 14,2 %
- otillräckliga data: 9,6 %
- väderballonger: 4,1 %
- data saknas för slutsats: 1,9 %
- oförklarliga observationer: 1,8 %[3]

Trots denna rapport och den så kallade Condon-rapporten, som är världens största vetenskapliga undersökning av ufo-observationer, där det inte finns några bevis på att det skulle finnas några utomjordingar eller flygande tefat inblandade, vittnar varje år flera tusen människor om att de mött rymdvarelser. Sådana möten graderas i olika grader av närkontakt: där närkontakt av tredje graden utgör faktiska möten med utomjordingar.
Ufon betraktas av många som en del av modern folktro och mytologi, och ingrediens i många konspirationsteorier. En viktig händelse i teorierna om att ufon skulle vara intelligenta varelser från yttre rymden är den förmodade kraschlandningen av en utomjordisk farkost i Roswell, 1947. Enligt tidigare hemligstämplade amerikanska dokument som offentliggjorts på senare tid rörde det sig dock om en kraschad väderballong som användes inom kärnvapenforskningen vid denna tid (därav sekretessen). Andra ufoteorier är exempelvis testflygningar med topphemliga flygplan eller något okänt naturfenomen.
Psykologen Carl G. Jung har, bland annat i "Ein moderner Mythos: Von Dingen, die am Himmel gesehen werden" ("en modern myt angående ting som synas på himmelen") 1958, lagt fram hypotesen att ufo-observationerna är manifestationer ur det kollektivt undermedvetna. Därmed förefaller Jung inte ha något större behov av att bevisa föremålens rent fysiska existens, även om han är öppen för möjligheten ser han att det inte ligger på hans bord att vare sig bevisa eller motbevisa - huvudsaken är, enligt Jung, att upplevelserna är verkliga, vare sig de har fysisk eller psykisk grund. Jung analyserar vidare ufot som symbol, för enhet, för manligt och kvinnligt, för det bortommänskliga, för ett gudomligt ingripande m.m., för att sedermera sluta i tanken på ufot som symbol för en omedveten kollektiv längtan efter enhet (tydlig i ufonas runda, samlade form).
Ufon är ett populärt ämne inom science fiction-kulturen. Till exempel handlar filmen Närkontakt av tredje graden om ufon.
Riksorganisationen UFO-Sverige har undersökt rapporter om ufofenomen sedan 1970, och ordförande sedan 2023 är Clas Svahn.

## Fall i Sverige

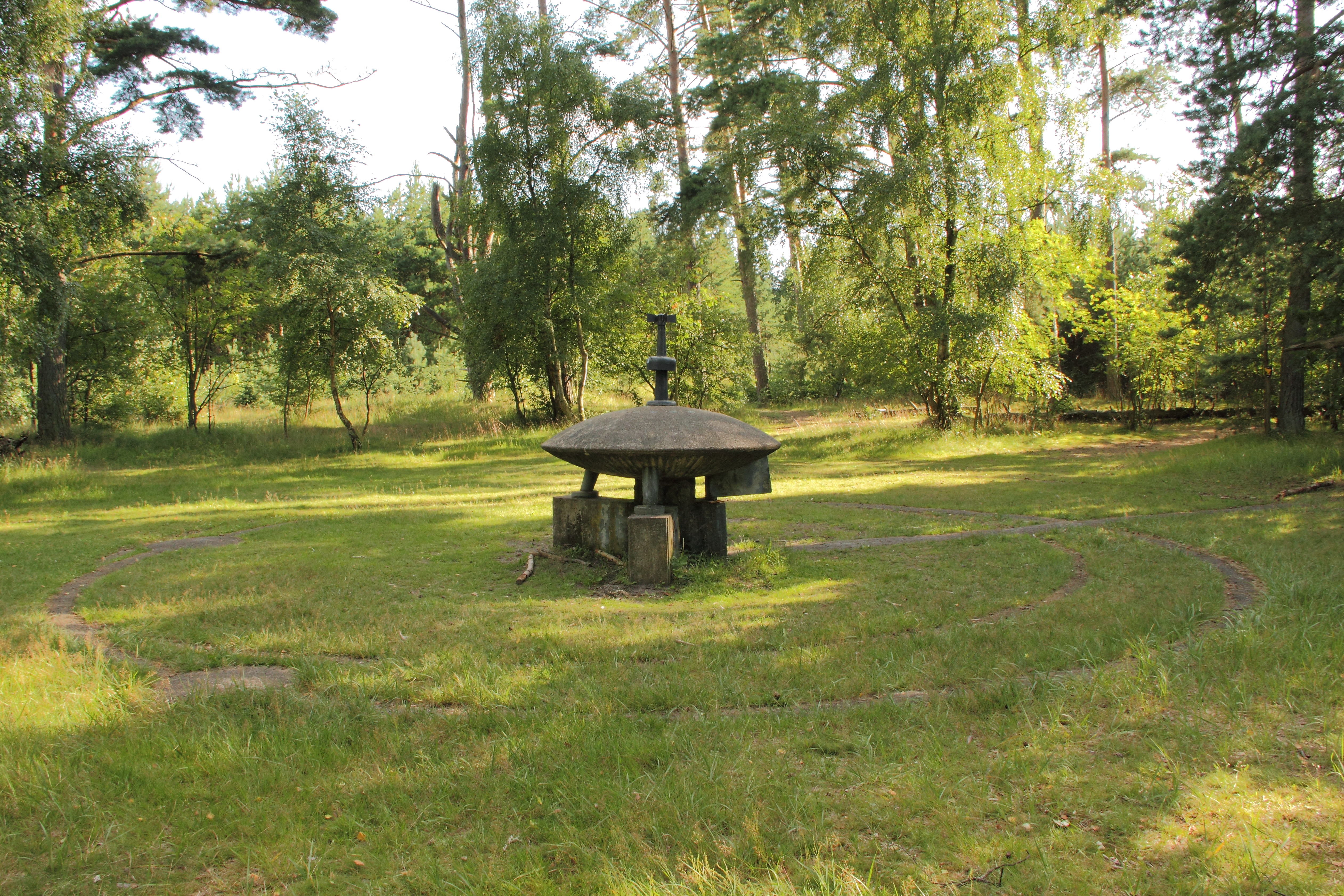
UFO-monumentet i Ängelholm, som Gösta Carlsson lät uppföra 1972.

Den 18 maj 1946 påstod sig Gösta "Pollenkungen" Carlsson ha mött ett ufo och dess besättning i Sibirienskogen i utkanten av Ängelholm (Utvälinge). Vid platsen står idag ett monument i betong.
Den 23 augusti 1991 observerade en familj i Håknäs utanför Umeå ett cigarrformat föremål. De kunde höra motorljud och solen blänkte i skrovet. Säkerhetspolisen och I 20 i Umeå undersökte fallet och fann observatörerna vara "mycket bra".
Den 4 mars 1967 fick familjen Söderström se två cigarrliknande föremål sväva i luften ovanför deras hus på gårdens norra sida som ligger i Lövåsen utanför Vilhelmina, Västerbottens län (Lappland). Observationerna var mycket goda.  Lövåsen kallas idag i folkmun för Rymdåsen.